# Museen im Rathaus Plößberg

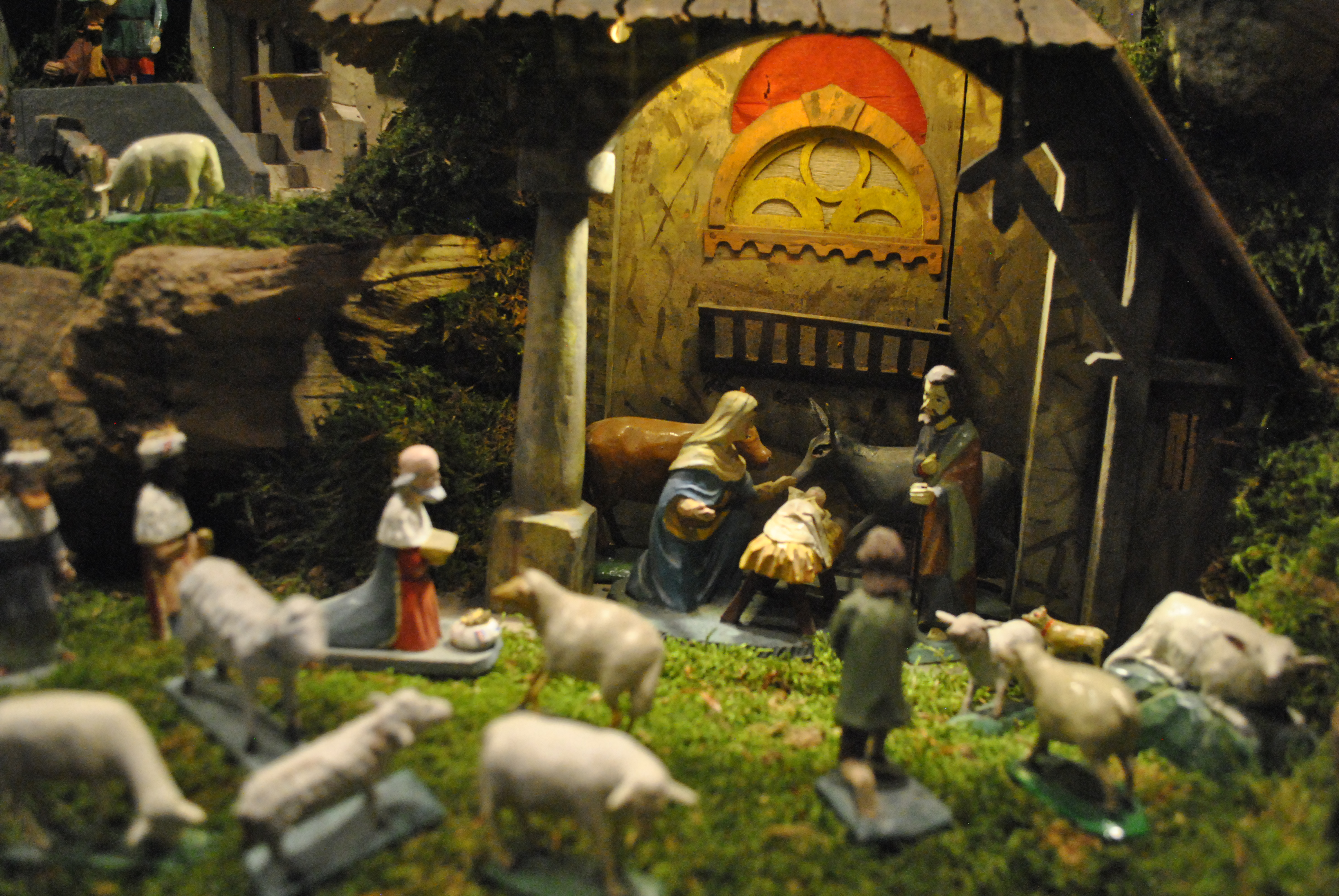
Geschnitzte Krippenszene aus einer Plößberger Krippe

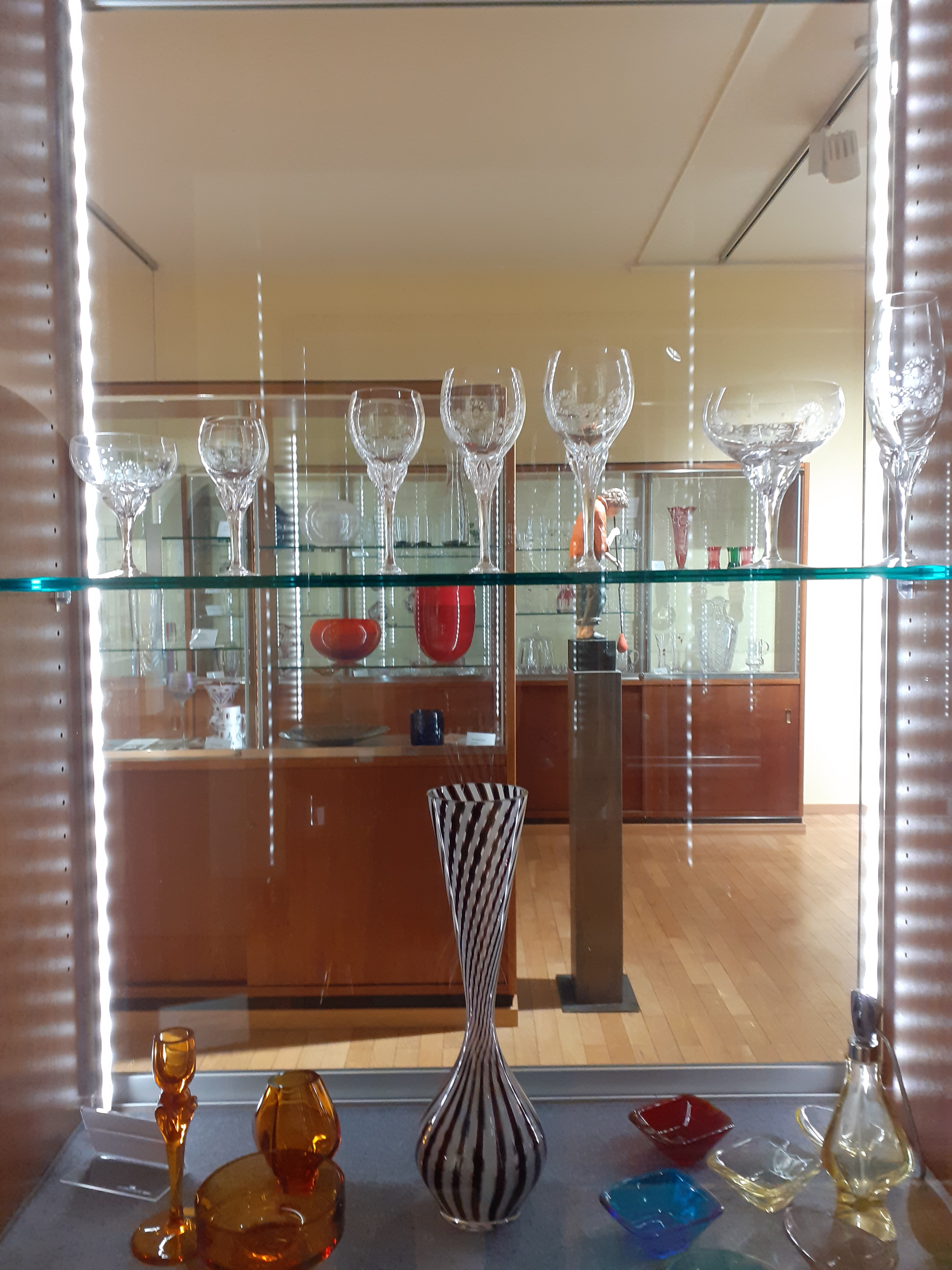
Fast 1000 Glasexponate aus aller Welt zeigen, wo die Plößberg Ofenbauer überall gearbeitet haben

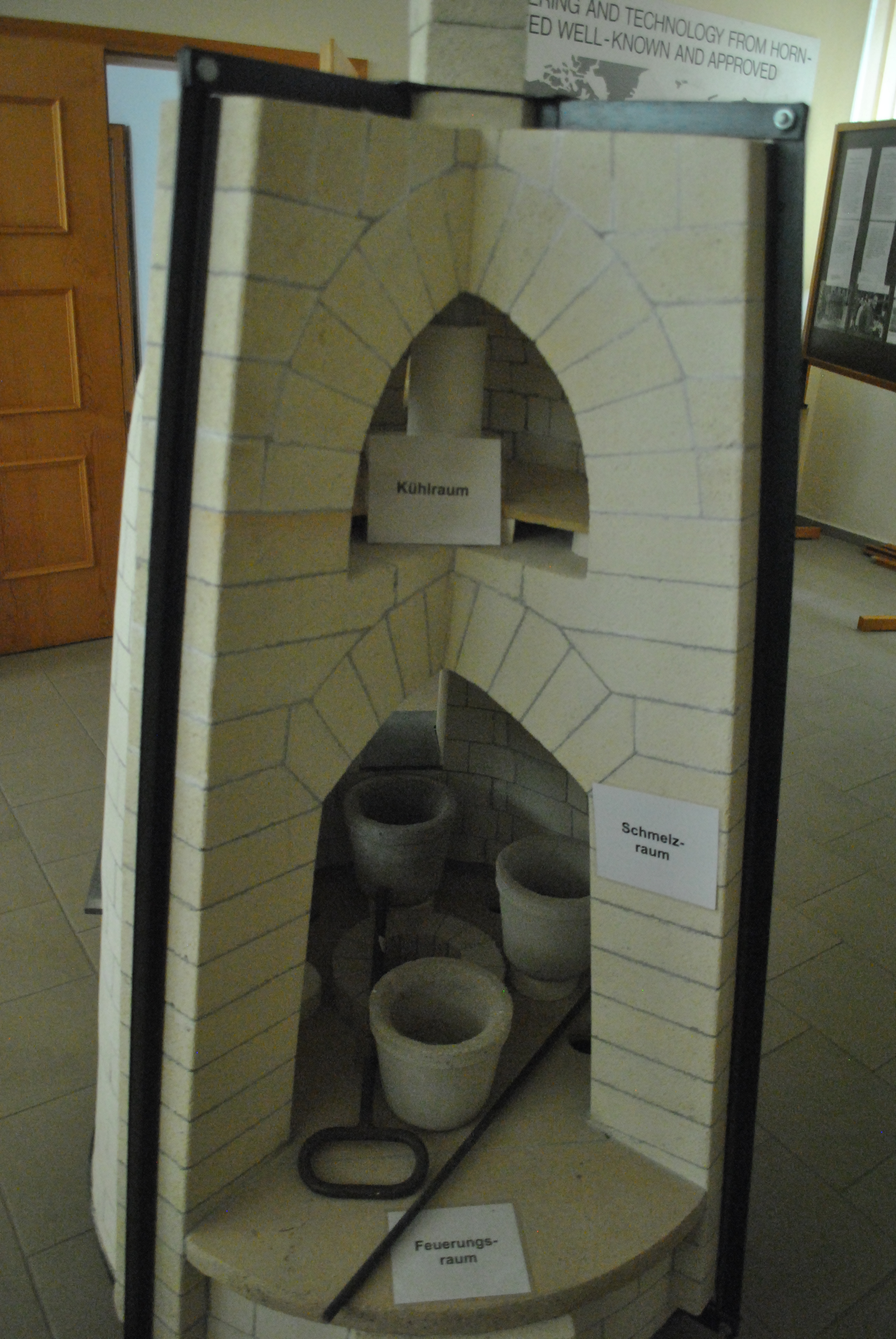
Im Museum sind Modelle von historischen Glasöfen zu sehen

Die Museen im Rathaus Plößberg wurden 1975 gegründet und beschäftigen sich mit der Herstellung von Glas und Krippen.

## Inhalt
Die Dauerausstellung ist in drei Abteilungen aufgeteilt, die eng miteinander verbunden sind. Zum einen ist das die Abteilung Glasofenbau, in der gezeigt wird, warum auch heute noch Plößberg das Zentrum des Glasofenbaus weltweit ist.
Historische Werkzeuge und Modelle von Glasöfen zeigen die Arbeit der Glasofenbauer früher und heute. Am Beispiel der Plößberger Firma Horn wird deutlich, wie sich dieses Handwerk zu einer Hightech-Industrie entwickelt hat. Dazu werden in der zweiten Abteilung fast 1000 Glasprodukte aus internationalen Glashütten gezeigt, in denen die Plößberger Ofenbauer tätig waren.
Die dritte Abteilung ist den Hauskrippen gewidmet. Die Glasofenbauer waren im 18. und 19. Jahrhundert in Böhmen, Thüringen und Tirol unterwegs, wo sie das Kunsthandwerk des Krippenbaus kennenlernten. Während der Wintermonate begannen sie selbst Krippen zu schnitzen und so werden etwa seit der Mitte des 19. Jahrhunderts Krippen in Plößberg aufgestellt. Unter der Überschrift „Faszination Hauskrippe“ ist eine Auswahl von Plößberger Krippen zu sehen.
Alle 5 Jahre findet in Plößberg die große Krippenschau statt, zum ersten Mal im Jahr 1970. Dann wird das Krippenmuseum über die Weihnachtszeit um eine umfangreiche Schau im Kultursaal erweitert. Bei der letzten Krippenschau im Winter 2022/2023 wurde die nach eigenen Angaben größte Krippe der Welt mit über 8.000 Figuren gezeigt und zog über 20.000 Besucher an. Die nächste Krippenschau in Plößberg findet im Winter 2026/2027 statt.
Das Museum ist Teil des Museumsverbundes das zwoelfer – Die Museen im Landkreis Tirschenreuth.